# The Lost Bladesman
The Lost Bladesman (關雲長/关云长) è un film del 2011 diretto da Alan Mak e Felix Chong.
Pellicola wuxia prodotta ad Hong Kong, basata liberamente su una parte del Romanzo dei tre regni di Luo Guanzhong, in cui il generale Guan Yu attraversa cinque passi e sconfigge sei generali. Il film, sceneggiato da Alan Mak e Felix Chong, ha per protagonista Donnie Yen nel ruolo di Guan Yu. Yen è stato scelto anche come direttore d'azione della pellicola.

## Trama
Cáo Cāo presiede al funerale di Guan Yu, la cui testa mozzata viene seppellita insieme ad una statua di legno che ne fa le veci del corpo. Subito c'è un flashback a 20 anni prima, ossia l'epoca in cui è ambientata tutta la trama del film. Guan Yu è appena stato separato dal suo fratello giurato Liu Bei, servendo temporaneamente lo stesso Cáo Cāo in attesa di notizie su Liu Bei. Durante la Battaglia di Baima tra Cáo Cāo e il suo rivale Yuan Shao, Guan Yu uccide il generale di Yuan Yan Liang, sconfiggendo l'assedio sulla città di Baima. Come ricompensa, Cáo Cāo suggerisce all'Imperatore Xian di promuovere Guan Yu ad un grado più alto, concedendogli il titolo di marchese.
Liu Bei, nel frattempo, è stato fatto prigioniero nella base di Cáo Cāo insieme alla famiglia, compresa la concubina Qilan. Cáo Cāo stesso inizia a pregare Guan Yu di rimanere al suo fianco, tuttavia egli decide di non rinunciare alla fedeltà verso il suo fratello di sangue. Liu Bei riesce a scappare e rifugiarsi sotto il tetto del nemico Yuan Shao, quindi Guan Yu negozia con Cáo Cāo che la famiglia dell'amico venga rilasciata. La famiglia viene quindi liberata, ad eccezione della concubina Qilan di cui Guan è innamorato. Essendo a conoscenza di questo suo segreto, Cáo Cāo tenta di ingannare il sottoposto facendogli ingerire del cibo afrodisiaco, nella speranza che egli stupri la concubina e disonori la lealtà verso il fratello di sangue. Guan, tuttavia, resiste alla tentazione e riesce a scoprire il luogo dove si rifugia l'amico Liu Bei, grazie ad un messaggero mandato da quest'ultimo. Egli e la concubina Qilan, quindi, decidono di partire per riunirsi a lui.
I seguaci di Cáo Cāo si oppongono fermamente alla decisione del loro signore di permettere a Guan Yu di partire, poiché credono che il generale possa rivelarsi una minaccia in futuro. Nonostante gli avvertimenti, Cáo Cāo ordina severamente che nessuno impedisca a Guan Yu di andarsene. Durante la fuga, tuttavia, il generale incontra una forte resistenza e deve combattere lungo tutto il tragitto, composto da cinque passi montani, per conquistare la libertà. A guardia dei passi ci sono diversi generali, che Guan Yu sconfigge man mano. In ordine, essi sono Kong Xiu, Han Fu, Meng Tan, Bian Xi, Wang Zhi e Qin Qi. Solo più tardi si svela che è stato lo stesso Imperatore Xian di Han a redigere l'ordine di fermare e assassinare Guan Yu, non il generale Cāo. Prima di riunirsi a Liu Bei, Guan Yu accetta di assassinare il generale nemico Yuan Shao per conto di Cáo Cāo, tuttavia gli si pone il dilemma se restare o no al fianco dell'amico a causa della relazione con la concubina Qilan. Qilan decide di partire per chiedere a Liu Bei il permesso di sposare Guan Yu, fingendo di amare quest'ultimo. Il suo scopo ultimo, tuttavia, è in realtà quello di impedire a Guan di aiutare Cáo Cāo. Guan rifiuta di assecondare le richieste della donna e viene accoltellato, sebbene non mortalmente, da Qilan prima ancora che gli assassini dell'Imperatore Xian lo raggiungano. Dopo un cupo scambio di battute, Guan Yu decide infine di voltare le spalle a Cáo Cāo e all'imperatore per riunirsi con Liu Bei, insieme al quale combatte contro i nemici per i successivi 20 anni, fino alla sua morte.
Si torna quindi alla scena iniziale, quella del funerale di Guan Yu. Cáo Cāo piange la morte del suo vecchio amico, commentando come non sia stato lui il responsabile della sua uccisione, ma terzi quali Sun Quan, Liu Bei e Zhuge Liang. In una scena dopo i titoli di coda, vediamo Guan Yu che brandisce la Lama del Drago Verde, accarezzandosi la lunga barba.

## Personaggi
- Donnie Yen: Guan Yu, un generale che serve brevemente Cáo Cāo prima di riunirsi al suo fratello giurato, Liu Bei
- Jiang Wen: Cáo Cāo, signore della guerra e cancelliere durante la dinastia Han
- Alex Fong: Liu Bei, signore della guerra e fratello giurato di Guan Yu
- Chin Siu-ho: Yan Liang, un generale sotto il comando di Yuan Shao, assassinato da Guan Yu all'inizio del film
- Betty Sun: Qilan, concubina di Liu Bei e interesse amoroso di Guan Yu
- Andy On: Kong Xiu, generale che difende il passo Dongling
- Shao Bing: Zhang Liao, generale sotto Cáo Cāo e amico di Guan Yu
- Calvin Li: Qin Qi, un arciere che tenta di uccidere Guan Yu
- Wang Po-chieh: Imperatore Xian di Han, sovrano solo di nome della dinastia Han
- Wang Xuebing: Wang Zhi, ufficiale in carico di Xingyang
- Chen Hong: Lady Gan, prima moglie di Liu Bei
- Zhao Ke: Lady Mi, seconda moglie di Liu Bei
- Dong Yong: Xun You, consigliere di Cáo Cāo
- Nie Yuan: Han Fu, fabbro di Luoyang e vecchio amico di Guan Yu
- Heizi: Meng Tan, fratello giurato di Han Fu
- Yu Ailei: Bian Xi, generale che difende il passo Yishui
- Sang Ping: Xu Zhu, generale sotto Cáo Cāo
- Zhou Bo: Pujing, il monaco che guarisce Guan Yu

## Produzione
Le riprese del film sono iniziate a marzo del 2010, per poi concludersi il 30 giugno dello stesso anno.
I registi Alan Mak e Felix Chong avevano originariamente scelto nel ruolo di Guan Yu l'attore Zhang Tielin, che tuttavia rifiutò per dedicarsi alla serie televisiva del regista Zhang Jizhong The Water Margin. Il ruolo fu successivamente offerto a Donnie Yen, il quale rifiutò altresì inizialmente la partecipazione alla pellicola, che tuttavia accettò dopo insistenze dei due registi.

## Colonna sonora
La canzone sui titoli di coda, Qianli Zou Danqi (千里走单骑, Riding Alone for a Thousand Lǐ), è cantata e suonata da Tan Jing.

## Accoglienza

### Critica
The Lost Bladesman ha ricevuto opinioni contrastanti di pubblico e critica, ottenendo un rating del 57% su Rotten Tomatoes. Il film ha segnato un incasso al botteghino di 29.598.045 di dollari.